# Картина (фільм)
«Картина» — радянський трисерійний телефільм 1985 року, знятий режисером Булатом Мансуровим на кіностудії «Мосфільм».

## Сюжет
З ініціативи голови виконкому міста Ликова, Сергія Лосєва, в одній із найкрасивіших архітектурних споруд міста — Будинку Кислих — створюється краєзнавчий музей. У музеї відкривається виставка картин художника Астахова, який присвятив свої полотна рідному місту. За мотивами однойменного роману Данила Граніна.

## У ролях
- Лев Пригунов — Сергій Степанович Лосєв, голова міськвиконкому
- Олена Циплакова — Тетяна Леонтьєвна Тучкова
- Павло Кадочников — Юрій Омелянович Поліванов, краєзнавець
- Юрій Мороз — Поліванов, в юності
- Марина Левтова — Ліза Кислих
- Сергій Мартинов — Астахов, художник
- Василь Лановий — Дмитро Іванович Уваров, голова облвиконкому
- Валерій Малишев — Едуард Павлович Морщіхін, заступник голови міськвиконкому
- Леонтій Полохов — Матвій
- Валентин Букін — Глотов
- Олексій Золотницький — Рогінський
- Станіслав Костецький — Журавльов, заступник Лосєва
- Дмитро Щеглов — Костик
- Розалія Котович — тітка Варя
- Віра Фалютинська — Варя в молодості
- Майя Булгакова — Поліна Серафимівна Чистякова, заступник голови міськвиконкому
- Тетяна Панкова — Ольга Серафимівна Астахова, вдова художника Астахова
- Юрій Гусєв — Каменєв, секретар обкому
- Володимир Балашов — генерал Фомін
- Юрій Вєяліс — батько Лосєва
- Євген Марков — Станіслав Іванович Бадін, мистецтвознавець, доктор наук
- Павло Сиротін — Савкін, завідувач гороно
- Андрій Сергєєв — Сергій Лосєв
- Аріна Алейникова — Любов Вадимівна, завідувачка бібліотеки
- Юрій Катін-Ярцев — Аркадій Матвійович, референт
- Олег Бєлов — Петро Григорович Пашков, чиновник, земляк Лосєва
- Володимир Разумовський — Сєчіхін, начальник облфіну
- Микола Засухін — Микола Олексійович Орєшников, великий чиновник
- Лідія Єжевська — секретар
- Раїса Куркіна — Антоніна, дружина генерала Фоміна
- Володимир Кардонов — директор виставки
- Олексій Петров — Льоша Фомін, син генерала
- Олена Покатилова — епізод
- Тетяна Ронамі — секретар Лосєва
- Іван Савкін — Микола Микитович, начальник ГУВС
- Ніна Алісова — Олександра Василівна, секретар Уварова
- Ігор Безяєв — Ричков, геодезист, рубщик лісу
- Ася Василькова — епізод
- Людмила Гаврилова — епізод
- О. Зав'ялова — епізод
- Юрій Цурило — епізод
- Юрій Міхєєнков — священик
- Наталія Величко — Валентина
- Йосип Кобзон — співак, по телетрансляції
- Василь Циганков — учасник наради
- Іван Власов — Кисельов, учасник наради
- Вадим Вільський — член комісії

## Знімальна група
- Режисер — Булат Мансуров
- Сценаристи — Данило Гранін, Булат Мансуров
- Оператор — Микола Васильков
- Композитор — Олександр Луначарський
- Художники — Давид Віницький, Сергій Воронков